# هشتاد و یکمین دوره جوایز اسکار
هشتاد و یکمین دوره مراسم اعطای جوایز اسکار در تاریخ ۲۲ فوریه ۲۰۰۹ در سالن کداک هالیوود برگزار شد. در این مراسم بهترین فیلم‌های سال ۲۰۰۸ جهان به انتخاب آکادمی علوم و هنرهای تصاویر متحرک جایزه گرفتند.

## برندگان و نامزدها
| جایزه اسکار بهترین فیلم | جایزه اسکار بهترین کارگردانی |
| --- | --- |
| - میلیونر زاغه‌نشین – کریستین کولسون - مورد عجیب بنجامین باتن – کتلین کندی، فرانک مارشال و کین چفین - فراست/نیکسون – ران هاوارد، برایان گریزر و اریک فلنر - میلک – بروس کوهن و دن جینکز - کتاب‌خوان – آنتونی مینگلا، سیدنی پولاک، دونا گیگلیوتی و ردموند موریس          | - دنی بویل – میلیونر زاغه‌نشین - استیون دالدری – کتاب‌خوان - دیوید فینچر – مورد عجیب بنجامین باتن - ران هاوارد – فراست/نیکسون - گاس ون سنت – میلک |
| بهترین بازیگر نقش اول مرد | بهترین بازیگر نقش اول زن |
| - شان پن – میلک - ریچارد جنکینز – بازدیدکننده - فرانک لانگلا – فراست/نیکسون - برد پیت – مورد عجیب بنجامین باتن - میکی رورک – کشتی‌گیر | - کیت وینسلت – کتاب‌خوان - آن هاتاوی – ریچل ازدواج می‌کند - آنجلینا جولی – بچه جایگزین - ملیسا لئو – رودخانه یخ‌زده - مریل استریپ – تردید |
| بهترین بازیگر نقش مکمل مرد | بهترین بازیگر نقش مکمل زن |
| - هیت لجر – شوالیه تاریکی - جاش برولین – میلک - رابرت داونی جونیور – تندر استوایی - فیلیپ سیمور هافمن – تردید - Michael Shannon – جاده انقلابی | - پنلوپه کروز – ویکی کریستینا بارسلونا - امی آدامز – تردید - ویولا دیویس – تردید - ترجی پی. هنسون – مورد عجیب بنجامین باتن - مریسا تومه – کشتی‌گیر |
| بهترین فیلم‌نامه غیر اقتباسی | بهترین فیلم‌نامه اقتباسی |
| - میلک – داستین لنس بلک - رودخانه یخ‌زده – کورتنی هانت - بی غم – مایک لی - در بروژ – مارتین مک‌دونا - وال-ئی – اندرو استنتون (story and screenplay), Jim Reardon (screenplay) and پیت داکتر (story)                                                                     | - میلیونر زاغه‌نشین – سایمن بوفوی from Q & A by Vikas Swarup - مورد عجیب بنجامین باتن – اریک روث (story and screenplay) and Robin Swicord (story) from The Curious Case of Benjamin Button by اف. اسکات فیتزجرالد - Doubt – جان پاتریک شنلی from Doubt by John Patrick Shanley - فراست/نیکسون – پیتر مورگان from Frost/Nixon by Peter Morgan - کتاب‌خوان – David Hare from کتاب‌خوان by برنهارد شلینک |
| بهترین پویانمایی | بهترین فیلم غیر انگلیسی‌زبان |
| - وال-ئی - تیزپا - پاندای کونگ‌فوکار | - عزیمت‌ها (ژاپن) - والس با بشیر (اسرائیل) به عبری – آری فولمن - انتقام (فیلم ۲۰۰۸) (اتریش) - کلاس درس (فیلم) (فرانسه) - گره بادر ماینهوف (آلمان) |
| بهترین مستند | بهترین مستند کوتاه |
| - مردی روی سیم – جیمز مارش - The Betrayal - Nerakhoon – الن کوراس - ملاقات‌هایی در انتهای جهان – ورنر هرتسوگ - The Garden – Scott Hamilton Kennedy - Trouble the Water – Carl Deal, Tia Lessin                                                                         | - Smile Pinki – Megan Mylan - The Conscience of Nhem En – Steven Okazaki - The Final Inch - The Witness: From the Balcony of Room 306 – Adam Pertovsky |
| بهترین فیلم کوتاه | بهترین انیمیشن کوتاه |
| - Toyland ( Spielzeugland ) - Jochen Alexander Freydank - On the Line (Auf der Strecke) - Reto Caffi - Manon On the Asphalt — Elizabeth Marre and Olivier Pont - New Boy (Ireland) — Steph Green and Tamara Anghie - The Pig (Grisen) — Tivi Magnusson and Dorte Høgh | - La Maison en Petits Cubes – Kunio Kato - Lavatory – Lovestory – کنستانتین برانزیت - اختاپودی – عمود مخبری and Thierry Marchand - Presto – Doug Sweetland - This Way Up – Alan Smith and Adam Foulkes |
| بهترین موسیقی فیلم | بهترین ترانه |
| - میلیونر زاغه‌نشین – ای. آر. رحمان - مورد عجیب بنجامین باتن – الکساندر دسپلات - Defiance – جیمز نیوتن هاوارد - میلک – دنی الفمن - وال-ئی – توماس نیومن | - "Jai Ho" از میلیونر زاغه‌نشین – Music by ای. آر. رحمان; ترانه توسط گلزار - "Down to Earth" از وال-ئی – موسیقی توسط پیتر گابریل وand توماس نیومن; ترانه توسط پیتر گابریل - "O Saya" از میلیونر زاغه‌نشین – موسیقی و ترانه توسط ای. آر. رحمان و ام.آی.ای. |
| بهترین تدوین صدا | بهترین میکس صدا |
| - شوالیه تاریکی – Richard King - مرد آهنی – Frank Eulner and Christopher Boyes - میلیونر زاغه‌نشین – Tom Sayers - وال-ئی – بن برت and Matthew Wood - تحت تعقیب – Wylie Stateman                                                                                        | - میلیونر زاغه‌نشین – Resul Pookutty, Richard Pryke, Ian Tapp - مورد عجیب بنجامین باتن – David Parker, مایکل سمانیک، Ren Klyce and Mark Weingarten - شوالیه تاریکی – Lora Hirschberg, Gary Rizzo and Ed Novick - وال-ئی – Tom Myers, مایکل سمانیک and بن برت - تحت تعقیب – Chris Jenkins, Frank A. Montaño and Petr Forejt                                                                          |
| بهترین طراحی صحنه | بهترین فیلمبرداری |
| - مورد عجیب بنجامین باتن – Donald Graham Burt and Victor J. Zolfo - بچه جایگزین – James J. Murakami and Gary Fettis - شوالیه تاریکی – Nathan Crowley and Peter Lando - دوشس – Michael Carlin and Rebecca Alleway - جاده انقلابی – Kristi Zea and Debra Schutt         | - میلیونر زاغه‌نشین – آنتونی داد منتل - بچه جایگزین – Tom Stern - مورد عجیب بنجامین باتن – کلادیو میراندا - شوالیه تاریکی – والی فیستر - کتاب‌خوان – کریس منجس and راجز دیکنر |
| بهترین گریم | بهترین طراحی لباس |
| - مورد عجیب بنجامین باتن – گرگ کینم - شوالیه تاریکی – John Caglione, Jr. and Conor O'Sullivan - پسر جهنمی ۲: ارتش طلایی – Mike Elizalde, Thom Floutz | - دوشس – Michael O'Connor - استرالیا – Catherine Martin - مورد عجیب بنجامین باتن – Jacqueline West - میلک – Danny Glicker - جاده انقلابی – آلبرت وولسکی |
| جایزه اسکار برای بهترین تدوین فیلم | بهترین جلوه‌های ویژه |
| - میلیونر زاغه‌نشین – کریس دیکنز - مورد عجیب بنجامین باتن – کرک بکستر and آنگوس وال - شوالیه تاریکی – Lee Smith - فراست/نیکسون – Mike Hill and دانیال پی. هانلی - میلک – الیوت گراهام                                                                                  | - مورد عجیب بنجامین باتن – Eric Barba, Steve Preeg, Burt Dalton and Craig Barron - شوالیه تاریکی – Nick Davis, Chris Corbould, Tim Webber and Paul Franklin - مرد آهنی – John Nelson, Ben Snow, Dan Sudick and Shane Mahan |